# Paolo Gualtieri
Paolo Rocco Gualtieri (ur. 1 lutego 1961 w Supersano) – włoski duchowny katolicki, arcybiskup, nuncjusz apostolski na Madagaskarze w latach 2015-2022, nuncjusz apostolski w Peru od 2022.

## Życiorys
24 września 1988 otrzymał święcenia kapłańskie i został inkardynowany do diecezji Ugento-Santa Maria di Leuca. W 1993 rozpoczął przygotowanie do służby dyplomatycznej na Papieskiej Akademii Kościelnej. W 1996 rozpoczął pracę w nuncjaturze apostolskiej w Papui-Nowej Gwinei. W latach 1998–2002 był sekretarzem nuncjatury na Dominikanie. Od 2002 pracował w Sekretariacie Stanu. 

## Episkopat
13 kwietnia 2015 papież Franciszek mianował go nuncjuszem apostolskim na Madagaskarze oraz arcybiskupem tytularnym Sagona. Sakry udzielił mu 30 maja 2015 kardynał Pietro Parolin, sekretarz stanu Stolicy Apostolskiej. Jest również akredytowany jako przedstawiciel Stolicy Świętej na Seszelach, Mauritiusie, i na Komorach. 
6 sierpnia 2022 papież Franciszek mianował go nuncjuszem apostolskim w Peru.